# اسنب!
اسنب! ((بالفارسية: اسنپ!) هي شركة تأجير سيارات إيرانية مقرها في طهران أطلقت في فبراير عام 2014. يمكن للمستخدمين طلب رحلة عبر التطبيق الذي يتوفر على آي أو إس وأندرويد و الويب من خلال تحديد موقعهم ووجهتهم. يتم تحديد سعر الرحلة مسبقًا، للتخلص من المساومة. اسنب تبدأ بتكليف السائقين عند الانتهاء من فحص الخلفية، وإظهار رخصة قيادة سارية والتأمين قبل التعاقد معهم وبدء العمل.